# Slåttestjärnen (Jokkmokks socken, Lappland)
Slåttestjärnen är en sjö i Jokkmokks kommun i Lappland och ingår i Piteälvens huvudavrinningsområde.